# Kolmätargränd

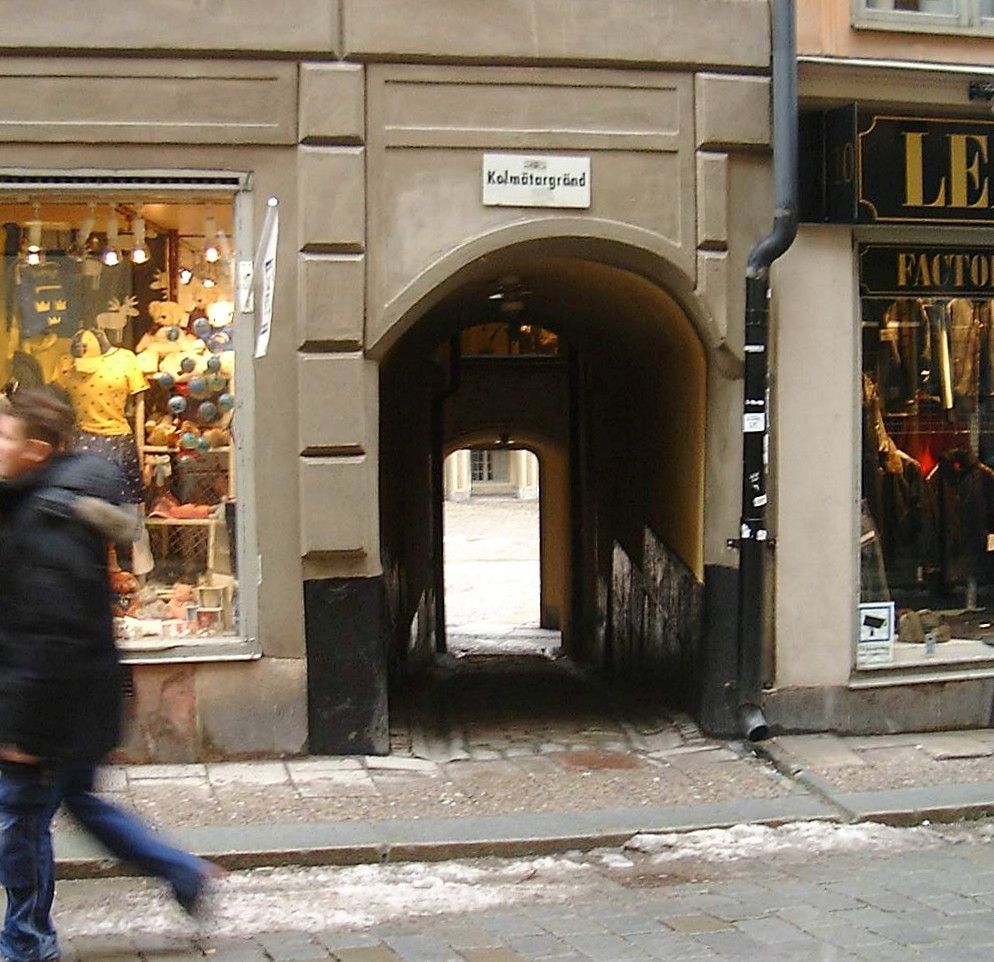
Kolmätargränd från Västerlånggatan.

Kolmätargränd är en gränd i Gamla stan. Den går från Västerlånggatan i västlig riktning och slutar efter några meter i det runda Brantingtorget inne i kvarteret Cephalus.

## Historik
Det äldsta dokumenterade namnet är Kholmetare Grenden (1646) och Kåålmäterenss grändh (1652) efter en Hans Kohlmeter (1626–1686). Den kallades på 1600-talet även för Johan Sekreterares gränd. Det nuvarande namnet, Kolmätargränd, blev allmänt accepterat på 1700-talet. Hans Kolmeter var rådman.
Gränden var fram till 1940-talet mycket längre och sträckte sig mellan kvarteren Nessus och Lychaon ända fram till Myntgatan. Genom saneringen av kvarteret Cephalus klipptes samtliga tre inom området befintliga gränder (Klockgjutargränd, Kolmätargränd och Stenbastugränd) av och slutar sedan dess i Kanslihusannexets runda innergård. Öppningarna mot Västerlånggatan finns dock kvar. 
Rivningen av kvarteren kring Kolmätargränden vållade en stor proteststorm 1943/1944 som leddes av bland andra Vera Siöcrona genom "kampen om Kolmätargränd".
Kolmätargränden omnämns i Fredmans epistel n:o 34 till Movitz, när elden var lös samt i Fredmans epistel n:o 33 Stolta Stad.